# Minuartia rubra
Minuartia rubra är en nejlikväxtart. Minuartia rubra ingår i släktet nörlar, och familjen nejlikväxter.

## Underarter
Arten delas in i följande underarter:
- M. r. fastigiata
- M. r. rubra